# Mittelpunkt von Rheinland-Pfalz

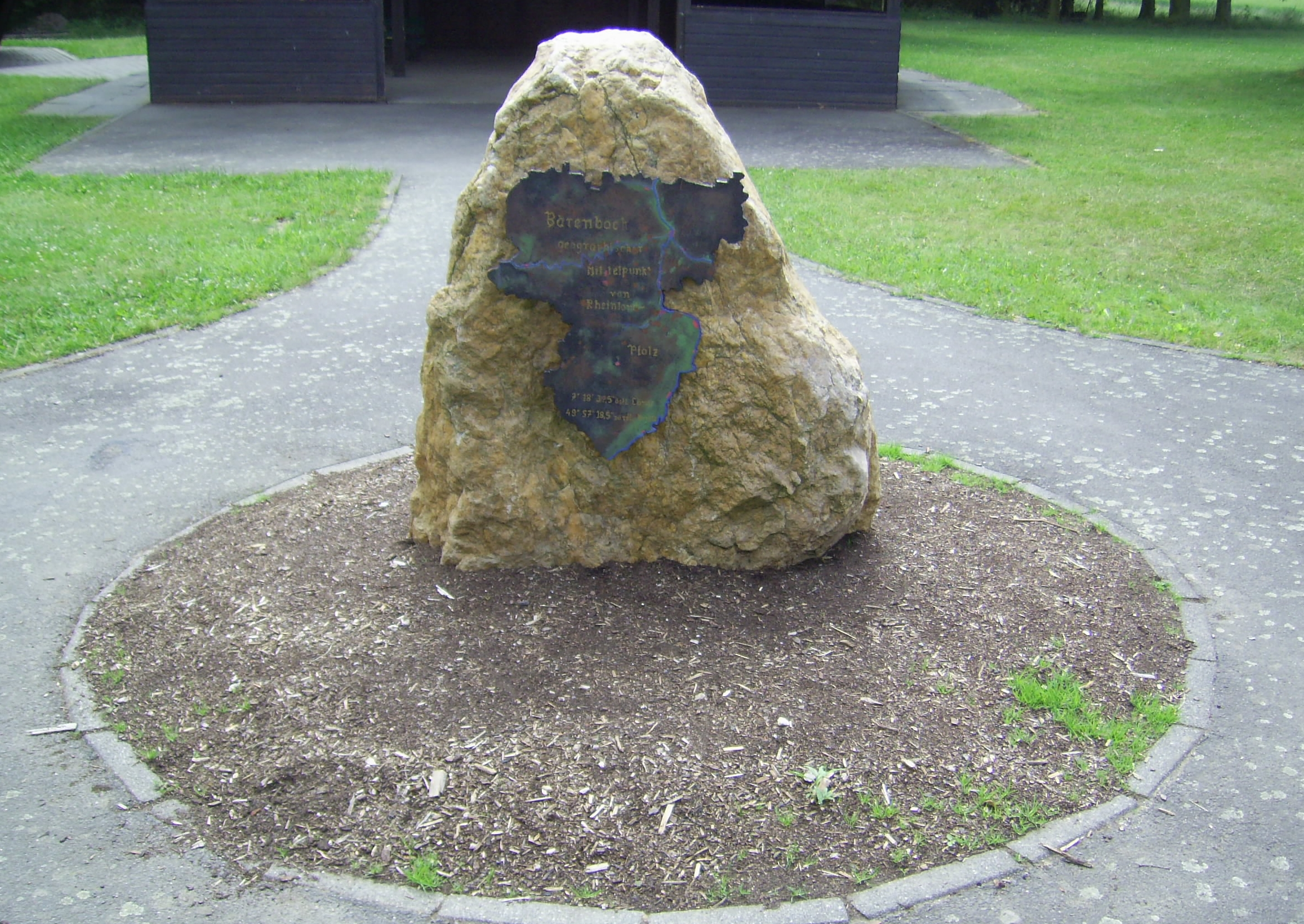
Gedenkstein mit Metalltafel am geographischen Mittelpunkt in Bärenbach

Mittels unterschiedlicher Berechnungsmethoden wurde 1982 der Mittelpunkt von Rheinland-Pfalz in der Ortsgemeinde  Bärenbach im Rhein-Hunsrück-Kreis errechnet.

## Geographischer Mittelpunkt
Die Bestimmung des geographischen Mittelpunktes von Rheinland-Pfalz erfolgte durch das Landesamt für Vermessung und Geobasisinformation. Die Anwendung dreier Verfahren ergab den Mittelpunkt bei 49° 57′ 18,5′′ nördliche Breite, 7° 18′ 37,5′′ östliche Länge. Am 1. Dezember 1982 erklärte der damalige Ministerpräsident Bernhard Vogel Bärenbach offiziell zum geographischen Mittelpunkt des Landes, seit der feierlichen Einweihung am 23. Juli 1983 markiert ein Findling mit Steinplatte die Stelle am Waldrand, 600 Meter nördlich des Ortes und etwa zwei Kilometer vom Flughafen Frankfurt-Hahn entfernt.